# Zbigniew Spruch
Zbigniew Spruch   (Kożuchów, 13 de desembre de 1965) és un ciclista polonès, ja retirat, que fou professional entre 1992 i 2003. La seva principal victòria fou la Volta a Polònia de 1995. El 2000 guanyà la medalla de plata al Campionat del Món de ciclisme en ruta. Durant la seva carrera esportiva va prendre part en dues edicions dels Jocs Olímpics d'Estiu, el 1996 i 2000.
El 2000 va rebre la Creu de Cavaller de l'Orde Polònia Restituta.

## Palmarès
- 1988
  - Vencedor d'una etapa de la Volta de la Pau
- 1989
  - Vencedor d'una etapa de la Volta de la Pau
- 1990
  - Vencedor d'una etapa de la Volta a Cuba
- 1991
  - Vencedor de 3 etapes a la Volta a Polònia
- 1995
  - 1r a la Volta a Polònia i vencedor d'una etapa
  - Vencedor d'una etapa del Gran Premi del Midi Libre
- 1998
  - Vencedor d'una etapa de la Settimana Ciclistica Lombarda
  - Vencedor d'una etapa de la Volta a Polònia

### Resultats al Tour de França
- 1993. Abandona (10a etapa)
- 1996. Abandona (11a etapa)
- 1999. Abandona (10a etapa)

### Resultats al Giro d'Itàlia
- 1996. 47è de la classificació general
- 1997. 100è de la classificació general
- 1998. 72è de la classificació general

### Resultats a la Volta a Espanya
- 1999. Abandona (12a etapa)
- 2002. 130è de la classificació general